# Phạm Thiện Nghĩa
Phạm Thiện Nghĩa (sinh ngày 27 tháng 12 năm 1966) là một chính khách người Việt Nam. Ông nguyên là Phó Bí thư Tỉnh ủy, Chủ tịch Ủy ban nhân dân tỉnh Đồng Tháp.
Trong cuộc họp của Uỷ ban Kiểm tra Trung ương từ ngày 1 đến 2/11/2022 ông Nghĩa bị kỷ luật "Khiển trách".

## Tiểu sử
Ông Phạm Thiện Nghĩa sinh ngày 27 tháng 12 năm 1966, quê quán xã Định Yên, huyện Lấp Vò, tỉnh Đồng Tháp.

## Giáo dục
Ông có trình độ chuyên môn: Thạc sĩ Kinh tế, ngành Kinh doanh và quản lý; Đại học Kinh tế Thương nghiệp; Đại học Xây dựng Đảng và Chính quyền nhà nước.
Trình độ lí luận: cao cấp.

## Sự nghiệp
Quá trình công tác của ông Phạm Thiện Nghĩa:
- Từ 4/1992 - 9/1995: chuyên viên Sở Tài chính - Vật giá tỉnh Đồng Tháp.
- Từ 10/1995 - 8/1999: Phó Trưởng phòng Nghiệp vụ 2, Cục Quản lí vốn và tài sản Nhà nước tại doanh nghiệp tỉnh Đồng Tháp.
- Từ 9/1999 - 8/2010: chuyên viên nghiên cứu, Phó Trưởng phòng Nghiên cứu thuộc Văn phòng UBND tỉnh, Phó Chánh Văn phòng UBND tỉnh Đồng Tháp (8/2004).
- Từ 9/2010 - 5/2012: Tỉnh ủy viên (10/2010), Giám đốc Sở Công Thương tỉnh Đồng Tháp.
- Từ 6/2012 - 11/2015: Ủy viên Ban Thường vụ Tỉnh ủy (10/2015), Bí thư Huyện ủy Tháp Mười tỉnh Đồng Tháp.[4]

Ngày 1 tháng 12 năm 2015, Ban Thường vụ Tỉnh ủy Đồng Tháp tổ chức công bố và trao quyết định bổ nhiệm Phạm Thiện Nghĩa, Ủy viên Ban Thường vụ, Bí thư Huyện ủy Tháp Mười, giữ chức Trưởng ban Nội chính Tỉnh ủy Đồng Tháp.
Ngày 1 tháng 4 năm 2019, Ban Thường vụ Tỉnh ủy Đồng Tháp công bố quyết định điều ông Phạm Thiện Nghĩa, Ủy viên Ban Thường vụ Tỉnh ủy, Trưởng ban Nội chính Tỉnh ủy, đến công tác tại UBND tỉnh và giới thiệu để HĐND tỉnh thực hiện quy trình bầu giữ chức Phó Chủ tịch UBND tỉnh nhiệm kì 2016-2021.
Chiều ngày 3 tháng 5 năm 2019, HĐND tỉnh Đồng Tháp tổ chức kì họp bất thường để kiện toàn nhân sự UBND tỉnh nhiệm kỳ 2016-2021. Ông Phạm Thiện Nghĩa, Ủy viên Ban thường vụ Tỉnh ủy, được bầu bổ sung chức vụ Phó Chủ tịch UBND tỉnh.
Ngày 8 tháng 12 năm 2020, tại Kì họp thứ 17 Hội đồng nhân dân tỉnh Đồng Tháp khóa IX (nhiệm kỳ 2016-2021), ông Phạm Thiện Nghĩa, Phó Bí thư Tỉnh ủy, Phó Chủ tịch UBND tỉnh, được bầu giữ chức vụ Chủ tịch Ủy ban nhân dân tỉnh Đồng Tháp.

## Bê bối
Trong cuộc họp từ ngày 1 đến 2/11/2022, Uỷ ban Kiểm tra Trung ương xác định, những vi phạm, khuyết điểm của lãnh đạo tỉnh Đồng Tháp trong giai đoạn phòng chống dịch COVID-19 có nguy cơ thiệt hại lớn ngân sách Nhà nước, gây dư luận bức xúc, làm giảm uy tín của cấp ủy và chính quyền. Ủy ban quyết định thi hành kỷ luật "Khiển trách" đối với Ban cán sự đảng UBND tỉnh Đồng Tháp nhiệm kỳ 2021-2026 trong đó có ông Phạm Thiện Nghĩa - Phó Bí thư Tỉnh ủy, Bí thư Ban cán sự đảng, Chủ tịch UBND tỉnh, Trưởng Ban Chỉ đạo phòng, chống dịch của Tỉnh.